# Nuoto ai campionati mondiali di nuoto 2013 - 200 metri misti femminili
Le qualifiche per la semifinale si sono svolte la mattina del 28 luglio 2013, mentre la semifinale si è svolta la sera dello stesso giorno. La finale, invece, si è svolta la sera del 29 luglio 2013.

## Medaglie
| Posizione | Atleta          | Paese     |
| --------- | --------------- | --------- |
| Oro       | Katinka Hosszú  | Ungheria  |
| Argento   | Alicia Coutts   | Australia |
| Bronzo    | Mireia Belmonte | Spagna    |

## Record
Prima della manifestazione il record del mondo (WR) e il record dei campionati (CR) erano i seguenti.
| Record mondiale       | 2'06"15 | Ariana Kukors Stati Uniti | 27 luglio 2009 Roma, Italia |
| Record dei campionati | 2'06"15 | Ariana Kukors Stati Uniti | 27 luglio 2009 Roma, Italia |

## Risultati

### Batterie
| Pos. | Batteria | Corsia | Atleta                    | Nazionalità     | Tempo    | Note |
| ---- | -------- | ------ | ------------------------- | --------------- | -------- | ---- |
| 1    | 5        | 5      | Katinka Hosszú            | Ungheria        | 2'08"45  | Q    |
| 2    | 5        | 4      | Ye Shiwen                 | Cina            | 2'10"20  | Q    |
| 3    | 5        | 3      | Emily Seebohm             | Australia       | 2'11"12  | Q    |
| 4    | 3        | 6      | Elizabeth Beisel          | Stati Uniti     | 2'11"16  | Q    |
| 5    | 3        | 4      | Caitlin Leverenz          | Stati Uniti     | 2'11"54  | Q    |
| 6    | 5        | 2      | Siobhan-Marie Oconnor     | Gran Bretagna   | 2'11"64  | Q    |
| 7    | 4        | 4      | Alicia Coutts             | Australia       | 2'11"88  | Q    |
| 8    | 3        | 5      | Mireia Belmonte García    | Spagna          | 2'12"11  | Q    |
| 9    | 5        | 6      | Kanako Watanabe           | Giappone        | 2'12"28  | Q    |
| 10   | 4        | 3      | Sophie Allen              | Gran Bretagna   | 2'12"31  | Q    |
| 10   | 4        | 5      | Zsuzsanna Jakabos         | Ungheria        | 2'12"31  | Q    |
| 11   | 4        | 2      | Miho Teramura             | Giappone        | 2'12"91  | Q    |
| 12   | 3        | 3      | Zhang Wenqing             | Cina            | 2'13"40  | Q    |
| 13   | 3        | 2      | Viktoriya Andreyeva       | Russia          | 2"13"61  | Q    |
| 14   | 4        | 7      | Erika Seltenreich-Hodgson | Canada          | 2'13"84  | Q    |
| 15   | 4        | 6      | Beatriz Gómez Cortés      | Spagna          | 2'13"98  | Q    |
| 16   | 4        | 1      | Stina Gardell             | Svezia          | 2'14"02  | Q    |
| 17   | 4        | 0      | Sycerika McMaon           | Irlanda         | 2'14"38  |      |
| 18   | 5        | 0      | Sophie de Ronchi          | Francia         | 2'14"57  |      |
| 19   | 5        | 7      | Theresa Michalak          | Germania        | 2'14"73  |      |
| 20   | 3        | 7      | Lisa Zaiser               | Austria         | 2'14"85  |      |
| 21   | 3        | 1      | Alexandra Wenk            | Germania        | 2'14"90  |      |
| 22   | 2        | 5      | Erica Dittmer             | Messico         | 2'14"93  |      |
| 23   | 2        | 6      | Barbora Závadová          | Rep. Ceca       | 2'14"98  |      |
| 24   | 5        | 1      | Stefania Pirozzi          | Italia          | 2'14"98  |      |
| 25   | 4        | 8      | Joanna Melo               | Brasile         | 2'15"00  |      |
| 26   | 5        | 8      | Alexa Komarnycky          | Canada          | 2'15"08  |      |
| 27   | 3        | 8      | Hanna Dzerkal'            | Ucraina         | 2'16"52  |      |
| 28   | 2        | 1      | Marlies Ross              | Sudafrica       | 2'16"94  |      |
| 29   | 4        | 9      | Victoria Kaminskaya       | Portogallo      | 2'17"21  |      |
| 30   | 3        | 9      | Katarína Listopadová      | Slovacchia      | 2'17"87  |      |
| 31   | 2        | 2      | Siow Yi Ting              | Malaysia        | 2'17"90  |      |
| 32   | 3        | 0      | Eygló Ósk Gústafsdóttir   | Islanda         | 2'18"18  |      |
| 33   | 2        | 4      | Cheng Wan-jung            | Taipei cinese   | 2'18"47  |      |
| 34   | 5        | 9      | Ranohon Amanova           | Uzbekistan      | 2'18"60  |      |
| 35   | 2        | 7      | Zara Bailey               | Giamaica        | 2'18"88  |      |
| 36   | 2        | 3      | Tanja Kylliäinen          | Finlandia       | 20'20"09 |      |
| 37   | 2        | 8      | Samantha Louisa Yeo       | Singapore       | 2'20"19  |      |
| 38   | 2        | 9      | McKayla Lightbourn        | Bahamas         | 2'20"83  |      |
| 39   | 2        | 0      | Chan Kin Lok              | Hong Kong       | 2'22"09  |      |
| 40   | 1        | 6      | Matelita Buadromo         | Figi            | 2'27"56  |      |
| 41   | 1        | 4      | Loreen Whitfield          | Samoa Americane | 2'28"05  |      |
| 42   | 1        | 5      | Elvira Hasanova           | Azerbaigian     | 2'30"27  |      |
| 43   | 1        | 3      | Lianna Catherine Swan     | Pakistan        | 2'32"61  |      |

### Semifinali

#### Semifinale 1
| Pos. | Corsia | Atleta                 | Nazionalità   | Tempo   | Note |
| ---- | ------ | ---------------------- | ------------- | ------- | ---- |
| 1    | 4      | Ye Shiwen              | Cina          | 2'09"12 | Q    |
| 2    | 6      | Mireia Belmonte García | Spagna        | 2'10"66 | Q    |
| 3    | 2      | Zsuzsanna Jakabos      | Ungheria      | 2'11"21 | Q    |
| 4    | 3      | Siobhan-Marie Oconnor  | Gran Bretagna | 2'11"33 | Q    |
| 5    | 5      | Elizabeth Beisel       | Stati Uniti   | 2'11"69 |      |
| 6    | 1      | Viktoriya Andreyeva    | Russia        | 2'12"67 |      |
| 7    | 7      | Miho Teramura          | Giappone      | 2'14"02 |      |
| 8    | 8      | Beatriz Gómez Cortés   | Spagna        | 2'15"11 |      |

#### Semifinale 2
| Pos. | Corsia | Atleta                    | Nazionalità   | Tempo   | Note |
| ---- | ------ | ------------------------- | ------------- | ------- | ---- |
| 1    | 4      | Katinka Hosszú            | Ungheria      | 2'08"59 | Q    |
| 2    | 6      | Alicia Coutts             | Australia     | 2'10"06 | Q    |
| 3    | 7      | Sophie Allen              | Gran Bretagna | 2'10"23 | Q    |
| 4    | 5      | Emily Seebohm             | Australia     | 2'10"70 | R    |
| 5    | 3      | Caitlin Leverenz          | Stati Uniti   | 2'11"05 | Q    |
| 6    | 1      | Zhang Wenqing             | Cina          | 2'11"34 |      |
| 7    | 2      | Kanako Watanabe           | Giappone      | 2'11"50 |      |
| 8    | 8      | Erika Seltenreich-Hodgson | Canada        | 2'16"12 |      |

### Finale
| Pos. | Corsia | Atleta                 | Nazionalità   | Tempo   | Note |
| ---- | ------ | ---------------------- | ------------- | ------- | ---- |
|      | 4      | Katinka Hosszú         | Ungheria      | 2'07"92 |      |
|      | 3      | Alicia Coutts          | Australia     | 2'09"39 |      |
|      | 2      | Mireia Belmonte        | Spagna        | 2'09"45 |      |
| 4    | 5      | Ye Shiwen              | Cina          | 2'10"48 |      |
| 5    | 7      | Caitlin Leverenz       | Stati Uniti   | 2'10"73 |      |
| 6    | 1      | Zsuzsanna Jakabos      | Ungheria      | 2'10"95 |      |
| 7    | 6      | Sophie Allen           | Gran Bretagna | 2'11"32 |      |
| 8    | 8      | Siobhan-Marie O'Connor | Gran Bretagna | 2'12"03 |      |